# АЕГОН Интернешънъл 2014
АЕГОН Интернешънъл 2014 е турнир, провеждащ се в британския град Истборн от 16 до 21 юни. Това е 6-ото издание от ATP Тур и 40-ото от WTA Тур. Турнирът е част от сериите 250 на ATP Световен Тур 2014 и категория Висши на WTA Тур 2014.

## Сингъл мъже
- Фелисиано Лопес побеждава  Ришар Гаске с резултат 6 – 3, 6 – 7(5 – 7), 7 – 5.

## Сингъл жени
- Мадисън Кийс побеждава  Анжелик Кербер с резултат 6 – 3, 3 – 6, 7 – 5.
- Това е първи финал и първа титла на ниво WTA за Кийс.

## Двойки мъже
- Трийт Хюи /  Доминик Инглот побеждават  Александър Пея /  Бруно Соарес с резултат 7 – 5, 5 – 7, [10 – 8].

## Двойки жени
- Чан Хао-чин /  Чан Юн-жан побеждават  Мартина Хингис /  Флавия Пенета с резултат 6 – 3, 5 – 7, [10 – 7].